# 30440 Larry
30440 Larry è un asteroide della fascia principale. Scoperto nel 2000, presenta un'orbita caratterizzata da un semiasse maggiore pari a 2,9901111 UA e da un'eccentricità di 0,2087019, inclinata di 1,43119° rispetto all'eclittica.